# ناصر علي المعيلي
ناصر علي ناصر المعيلي، نائب سابق في مجلس الأمة الكويتي.
شارك في الانتخابات التكميلية لمجلس الأمة الكويتي في عام 1966 بعد الاستقالات في الدائرة الثامنة وفاز فيها ، وشارك في انتخابات مجلس الأمة الكويتي 1967 في الدائرة الثامنة وحصل على 696 صوت وحصل على المركز الخامس وفاز بالانتخابات ، وشارك في انتخابات مجلس الأمة الكويتي 1971 في الدائرة الثامنة وحصل على المركز الرابع عشر برصيد 119 صوت وخسر بالانتخابات ، وشارك في انتخابات مجلس الأمة الكويتي 1981 في الدائرة الثالثة عشر وحصل على المركز العشرين برصيد 46 صوت وخسر بالانتخابات.